# Protetorado
O termo protetorado (AO 1945: protectorado) refere-se a um território autônomo que é protegido diplomática ou militarmente contra terceiros por um Estado ou entidade  mais forte. Em troca, o protetorado geralmente aceita obrigações específicas, que podem variar muito, dependendo da verdadeira natureza de seu relacionamento. No entanto, mantém a soberania formal, e continua a ser um Estado sob a lei internacional. Um território sujeito a esse tipo de acordo é também conhecido como um "estado protegido".

## Exemplos

### Reino Unido
No século XIX o Reino Unido utilizou o termo para “validar” a sua ocupação da ilha de Corfu e sete outras ilhas Jónicas durante os últimos anos do reinado de Napoleão. As ilhas tinham sido constituídas pelo Tratado de Paris, em 1810, como um estado “independente”, os “Estados Unidos das Ilhas Jónicas” sob “proteção” britânica.

### Uganda
Em 1894, o primeiro ministro William Gladstone anunciou oficialmente que o Uganda, onde conflitos entre muçulmanos e cristãos tinham atraído a atenção internacional, iria passar a ser um protectorado britânico. A administração britânica selecionou cuidadosamente os reis que passariam a dirigir indirectamente a colónia, criando um serviço para administrar os seus “protectorados”. A maior parte destes eram dirigidos por um “Comissário” ou “Alto Comissário”, em vez de por um governador.

### Liga das Nações
Já no século XX, a Liga das Nações emitiu mandatos para várias nações "responsáveis" da Europa administrarem, na forma de protectorados, vários territórios não europeus, que eram colónias de países derrotados na Primeira Guerra Mundial.

### Estados Unidos
Algumas agências do governo dos Estados Unidos, como a Agência de Proteção Ambiental, usam o termo protetorado quando se referem a regiões insulares dos Estados Unidos, Porto Rico, e as Filipinas, por exemplo. No entanto, a agência responsável pela administração dessas áreas, o “Escritório da Assuntos Insulares” (Office of Insular Affairs) do Departamento do Interior, usa exclusivamente o termo “áreas insulares” para se referir a esses territórios.